# 保洛塔什
保洛塔什，是匈牙利诺格拉德州所辖的一个村。总面积17.07平方公里，总人口1647，人口密度96.5人/平方公里（2011年1月1日）。